# Lipica (Sępopol)
Pour les articles homonymes, voir Lipica.
Lipica est un village polonais de la voïvodie de Varmie-Mazurie, dans le powiat de Bartoszyce.